# Casa do Barreiro
A Casa do Barreiro, ou Solar do Barreiro, é um solar localizado na freguesia de Gemieira, no município de Ponte de Lima, distrito de Viana do Castelo, em Portugal.
Destina-se atualmente a Turismo de Habitação.

## História
Na margem do rio Lima, foi mandada construir em 1652.

## Características
Apresenta o exterior ricamente decorado com azulejos. Internamente possui um pátio central, adornado com uma fonte.